# Imfal
Imfal (en bengalí: মণিপুর;) es la capital del estado de Manipur, en la India.
Para el 2001, 217 mil personas habitaban Imfal. La ciudad se encuentra ubicada a 786 m s. n. m. y sus coordenadas geográficas son 24°49′12″N 93°57′00″E / 24.82000, 93.95000.
En la ciudad se pueden apreciar las ruinas del Palacio de Kangla.
En 1944, durante la II Guerra Mundial se libró una batalla en Imfal, al mismo tiempo que en Kohima. Los japoneses atacaron la ciudad apoyados por el Ejército Nacional Indio, en un intento de alzar a la población contra los británicos. Los japoneses fueron derrotados y expulsados de vuelta a Burma, donde fueron derrotados en la campaña de Birmania.
El 16 de agosto de 1991, un Boeing 737 de Indian Airlines se estrelló contra una montaña mientras descendía hacia el aeropuerto de Imfal. Las 69 personas a bordo murieron en el siniestro.
Cerca de Imfal se encuentra el parque nacional de Keibul Lamjao, donde habita una especie de Cervus eldii, llamada Sangai. Este venado está en peligro de extinción, y se calcula que solo 162 habitan Keibul Lamjao.
El 18 de junio de 1997, el distrito de Imfal fue dividido Imfal del Este e Imfal del Oeste.
El 17 de agosto del 2006, el 16 según otras fuentes, cinco personas murieron y al menos 50 resultaron heridas cuando posibles militantes del ULFA arrojaron una granada dentro de un edificio de la Asociación Internacional para la Conciencia de Krishna¹.
- Datos: Q208097
- Multimedia: Imphal / Q208097

1. ↑  Worldpostalcodes.org,código postal n.º 795001.